# کوراوند
کوراوند زیر شاخه طایفه راکی مالملی  از ایل بابادی باب و هفت لنگ بختیاری می باشد و به شش تیره امیدوند، علی شهوند، سلیمان وند، جافرمقصودی (اولادجافرخان )، مهدی و کوشار تقسیم می شود.
منطقه گرمسیر آنان شهرستان ایذه روستای گلزار نرگسی، بردپاره، تخت کاشان و تخت سبز و پیان می باشد و منطقه سردسیر آنان شهرستان کوهرنگ در روستاهای امید اباد، سراب سلیمانی ، موسیری و سپیدانه می باشد.
مشاهیر :
حاج عالیخان علیشوند
جافرخان راکی مالملی ملقب به نویان اعظم (معادل سرلشگر امروزی) رییس قلعه فورگ در خراسان جنوبی کنونی (جد اولاد جافرخان از تش جافرمقصودی که عموزاده  تیره اولاد و اجداد ایشان از اولین ایلخانان بختیاری در زمان صفوی بوده
منصور عالی پور
جعفرقلی کوراوند جافرخانی
جبار کوراوند
محمد نبی کوراوند
گودرز امینی علیشوند
علی خان ایرانی جافرخانی
مشهدی ال امان علیشوند
الگو:ایل بختیاری-
- دکتر منصورامانی،تاریخ ایذه وقوم بختیاری
- مهندس میثاق سلیمانی جامعه شناس عشایر بختیاری

بابادی باب
1. ↑  طایفه های بختیاری (به خوزستان و اصفهان). بیش از یک پارامتر |زبان= و |language= داده‌شده است (کمک)